# 山本左近
山本 左近（やまもと さこん、1982年7月9日 - ）は、日本のレーシングドライバー、政治家。
F1ドライバーとしても活動したほか、衆議院議員（1期）、文部科学大臣政務官兼復興大臣政務官（第2次岸田第1次改造内閣）、認定NPO法人インド福祉村理事長、医療法人さわらび会副理事長などを歴任。
フジテレビF1中継でのニックネームは「あすなろF1パイロット」「不屈の三河武士」。

## 来歴

### 生い立ち
愛知県豊橋市出身。豊橋市立青陵中学校、愛知県立豊橋南高等学校卒業後、南山大学総合政策学部に進学するも、モータースポーツ活動に専念するため中退。

### 国内レース

#### カート/SRS-F
レーシングカート時代は、1999年に全日本カート選手権のFAクラスチャンピオンを獲得した。翌年の2000年に鈴鹿サーキットレーシングスクール (SRS-F) へ入校。

#### F3/フォーミュラ・ニッポン/SUPERGT
2001年にトムスより全日本F3選手権へ参戦しシリーズ4位。2002年はドイツF3選手権、2003年はユーロF3へ参戦。2004年はトムスより再び全日本F3へ参戦し、初優勝を記録（シリーズ7位）。
2005年は国内最高峰のフォーミュラ・ニッポンに昇格し、近藤真彦率いるKONDO Racingから参戦。SUPER GTでは片岡龍也とコンビを組み、GT500クラスにトムス・スープラで参戦。SUPER GT第4戦SUGOで初優勝を遂げた。フォーミュラ・ニッポン第8戦（ツインリンクもてぎ）では、チャンピオンを決めた本山哲を最後まで追い詰めての2位で初表彰台を獲得した。
2006年シーズン当初は、フォーミュラ・ニッポンは引き続きKONDO Racingより参戦。SUPER GTに関してはNISMOに移籍。ミハエル・クルムとともに参戦したものの、F1参戦に伴いチームを離れることとなった。

### F1/GP2

#### 2005年

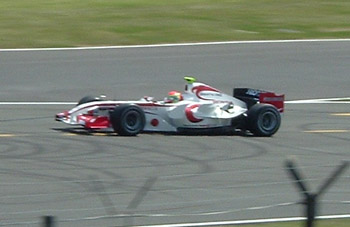
2006年イギリスGP

10月のF1日本GPで、ジョーダンのサードドライバーとして参戦し1日目午前のフリー走行1回目を走行し、レギュラードライバーよりも速いタイムをマークした。

#### 2006年
6月のイギリスGPより急遽スーパーアグリF1チームのサードドライバーとして参戦し、ドイツGPからはフランク・モンタニーに代わってセカンドドライバーとして参戦した。
ドイツGPからイタリアGPまでに4戦連続リタイアに終わるもラスト3戦（中国GP、日本GP、ブラジルGP）では3戦連続で完走を果たし、最終戦ブラジルGPではファステストタイム7位を記録している。なお、F1参戦に伴ってKONDO RacingおよびNISMOとの契約は解除された。

#### 2007年

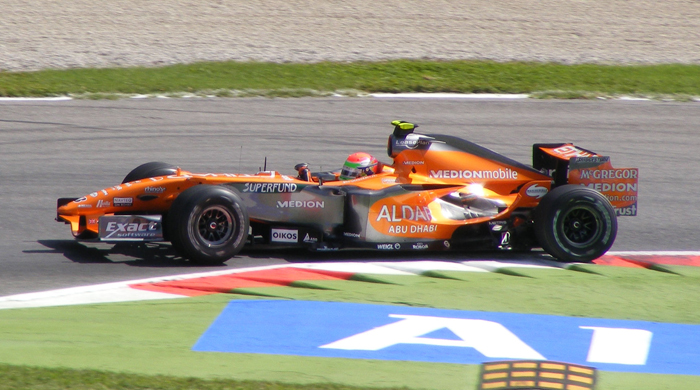
2007年イタリアGP

BCN CompeticionからGP2にフル参戦すると共に、スーパーアグリに残留しテストドライバーも務めた。ただ、ジェームズ・ロシターが同チームのテストドライバーとして参加してからはテストでも走行機会がなく、GP2への参戦とスーパーアグリの広報活動に専念していた。
しかし、スパイカーF1チームのレギュラードライバーであったクリスチャン・アルバースが同チームを解雇された後、その後釜として白羽の矢が立ち、第11戦より最終戦までのレギュラードライバー契約を結んだ。そのため、スーパーアグリはテストドライバー契約の解除に応じた。
なお、スパイカーのシート獲得に関しては、ナレイン・カーティケヤンやクリスチャン・クリエンなどの経験豊富なライバルを蹴落としての契約であった。

#### 2008年
2月、ルノーF1とテストドライバー契約を結んだことが発表された。ルノーのテスト開発プログラムを担当するとともに、レースチームに全戦帯同している。ルノーはすでにルーカス・ディ・グラッシおよびロマン・グロージャンとテストドライバー契約を結んでおり、山本とのテストドライバー契約は3人目となる。なお、この契約の中には世界各地で行われる「ルノー・ロードショー」と呼ばれるデモランイベントでのドライブも含まれていた。
7月16日、GP2シリーズへの復帰が発表され、ARTグランプリより第6戦ドイツ・ホッケンハイムから出走した。第7戦ハンガリー・ハンガロリンクのレース2で4位に入りGP2シリーズ初入賞。シリーズランキングは23位。

#### 2009年
2008~09年のGP2アジアシリーズにメインシリーズで所属したARTグランプリよりフル参戦することが発表された。前年のチャンピオンチームから出走となり、エースカーであるカーナンバー1をドライブしていた。シリーズランキングは9位。この年はF1チームとの契約及び参戦はなかった。

#### 2010年

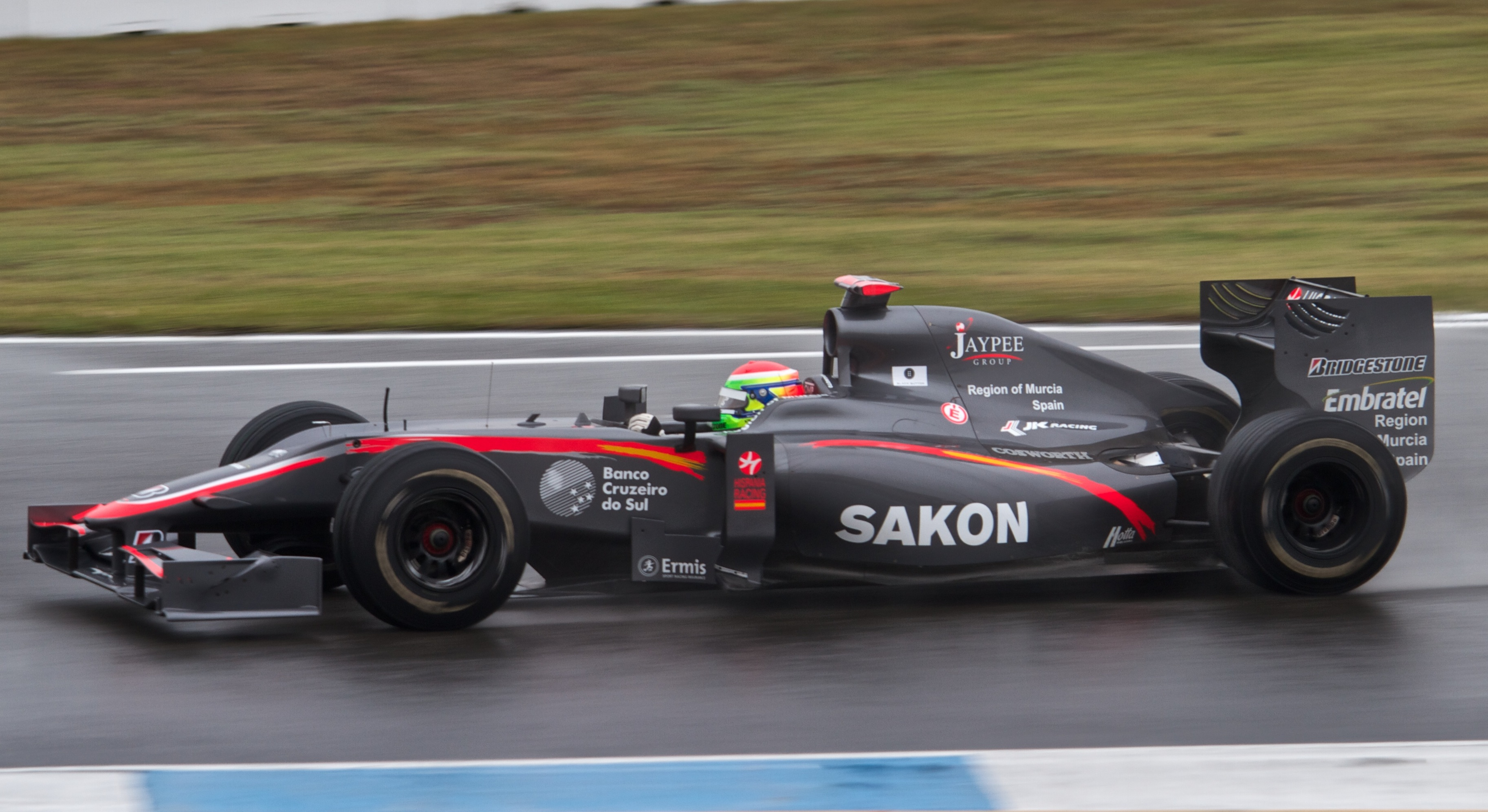
2010年ドイツGP

HRT F1とテストドライバー兼リザーブレースドライバー契約を結ぶ。イギリスGPでは、レギュラードライバーであるブルーノ・セナに代わり山本が出走。戦闘力が低い上に慣れないマシンで予選は24位と低迷したものの、2007年以来の決勝出走を果たし、20位で完走した。続くドイツGPからは、カルン・チャンドックの代わりに正ドライバーとして参戦することになった。
イタリアGPのピットイン時、ロリポップが上がり山本がピットレーンから発進した際、他のピットクルーがマシンから離れた後も作業を行っていたメカニックが、リアウイングと接触し負傷するというアクシデントに見舞われた。なおこのレースでは、23位からスタートし19位で完走した。第14戦シンガポールGPでは食中毒で欠場を余儀なくされ、山本の代役をクリスチャン・クリエンが務めることとなった（実際は別の要因であったといわれている）。
10月10日に行われた日本GPには2戦ぶりに出場、予選24位からスタートで完走扱いを除く完走者（ニコ・ロズベルグがタイヤ離脱でリタイヤも完走扱いで17位）の中では最後尾の16位に終わった。しかし、レースの序盤から中盤にかけてヤルノ・トゥルーリ、ティモ・グロックを十数周に渡ってブロックし続けるなど見所を作って地元ファンを湧かせた。
第18戦ブラジルGPと、続く最終戦アブダビGPはクリエンと交代した。クリエンは第14戦シンガポールGPに代役出場した際に山本のスポンサーの1つがなかった為、クリエンの方がチームにとって大きな資金をもたらしたため言われており、終盤2戦の交代劇もこの影響があるものと考えられている。
なお、山本がHRTのシートを獲得した背景には500万ドル（約4億3500万円）ものスポンサーマネーが動いたと言われており、豊富なスポンサー資金でシートを得たとする見方もある。フジテレビの地上波放送では2010年シーズン参戦初戦のイギリスGPと、下位ながら見せ場を作った日本GPを除けば、小林可夢偉の陰に隠れほとんど取り上げられることはなかったが、HRTの2011年シーズンにおける有力ドライバー候補に残るなどの活躍をしており、チームからは山本の金銭面以外の部分にも良い評価を勝ち得ていた。

#### 2011年
HRTからのフル参戦の可能性もあったが、結局HRTはドライバーをナレイン・カーティケヤンとヴィタントニオ・リウッツィに変更し、山本はHRTから放出される。その後リザーブドライバーとしてヴァージン・レーシングと契約した。当初は3戦限定での契約であったが、その後のレースもリザーブドライバーとしてチームに帯同。また、F1イタリアGP中にミラノで開催されたF1ロックスにDJとして出演した。

### F1引退後
2012年以降はほとんどレーシングドライバーとしての活動を行っておらず、ドライバーとしては半ば引退状態となっていたが、本人は2015年3月にブログで「引退宣言はしてませんので」と語り、同月にフォーミュラEのテストに参加している。
その後、2015年6月に開催されるフォーミュラEの第9戦と第10戦に、F1時代の古巣のスーパーアグリのオーナーでもあった鈴木亜久里が共同オーナーとして参画しているアムリン・アグリ・フォーミュラEチームから参戦した。また、2015年8月には、日本初となるフォーミュラEマシンの公道デモラン走行のドライビングを担当し、六本木けやき坂を3往復した。
2016年には自身の運営するカート場をオープンしている。
2018年のインタープロトシリーズ最終戦にスポット参戦。レース1で8台中6位、レース2では8位に終わっている。
2020年の富士24時間レースにアウディ・RS3で参戦。また全日本ラリー選手権にも『新サクラ大戦』とのコラボカラーのトヨタ・86でスポット参戦する。さらに同年12月には全日本スーパーフォーミュラ・ライツ選手権にもスポット参戦した。

### 政治活動
2019年、第25回参議院議員通常選挙に自由民主党の比例区から立候補したが落選。
2021年10月31日投開票の第49回衆議院議員総選挙に自由民主党より比例東海ブロック単独31位で立候補。同ブロックで9議席を獲得したうち8議席は重複立候補者の比例復活に割り当てられ、比例単独立候補者中最上位だったため初当選。
同年11月26日、総務省が前年分の政治資金収支報告書を公表。これにより、山本が代表を務める資金管理団体「山本左近政策研究会」が2020年に「小学校休業等対応助成金」を82万3,280円受け取っていたことが明らかとなった。当該助成金は、新型コロナウイルスの影響で臨時休校となった小学生の保護者などが有給休暇を取った場合に事業主に支払われるもの。新型コロナに関係する雇調金の受給をめぐっては、12月10日に石原伸晃が内閣官房参与を辞職したほか、大岡敏孝環境副大臣が返金する意向を示した。山本も事務所を通じて「関係者とも相談した上で返金することとしました」というコメントを出し、同コメントは12月13日にメディアで報じられた。
入党後、自民党モータースポーツ振興議員連盟事務局長に就任。そして山本は岸田文雄内閣総理大臣に対し、2022年10月9日に三重県・鈴鹿サーキットで開催のF1日本グランプリへの出席を働きかけ、岸田は決勝レース前のセレモニーに登壇。日本の現職首相で初めて日本のレースイベントに出席した。
2024年9月12日、自民党総裁選挙が告示され、9人が立候補した。山本は同じ麻生派の河野太郎ではなく、茂木敏充の推薦人に名を連ねた。投票日前日の9月26日夜、麻生派幹部6人は都内のホテルに集まり、決選投票に高市早苗が残った場合は高市を支持する方針を決定した。会長の麻生太郎はさらに踏み込み、河野などの陣営に入っていた派閥メンバーに対し、側近議員を通じて「1回目の投票から高市に入れろ」と指示を飛ばした。同日22時半頃、産経新聞は、麻生が1回目の投票から高市を支援するよう自派閥の議員に指示を出したことをスクープした。9月27日総裁選執行。麻生は昼頃まで、自派閥で他候補の推薦人に名を連ねる議員にまで電話をかけ「1回目から高市で頼む」と訴えた。高市は1回目の議員投票で、報道各社の事前調査での30～40票を大きく上回る72票を獲得した。党員数と合わせた得票数は1位だったが、決選投票で石破茂に敗れた。山本は1回目は茂木に投票し、決選投票については、中日新聞の取材に対し、投票先を公表しなかった。
2024年10月27日投開票の第50回衆議院議員総選挙には、比例東海ブロック単独27位で立候補したが落選。

### その他の活動
2012年は1月に開幕予定だった新カテゴリー『i1スーパーカー・シリーズ』に参戦予定だったものの、2013年に開幕が延期となったためレーススケジュールが白紙となった。5月8日には、地元である愛知県の豊橋市民球場で行われたプロ野球セ・リーグ公式戦「中日－ヤクルト戦」で始球式を務めた。2015年4月から2018年12月まで『SUPER GT+』（テレビ東京系）に解説者・レポーターとしてレギュラー出演していた。
一方で父親が創設者・理事長を務める「さわらびグループ」（医療法人さわらび会・社会福祉法人さわらび会）の経営にも参画しており、2012年に同グループの統括本部長に就任。全日本病院学会のような医療系の学会で座長を務めることもある。2017年に愛知県豊川市にある中部福祉保育医療専門学校の理事長になる。現在は病院・福祉施設経営者としての活動がメインになっているが、前述の通りドライバー活動も散発的ながら継続している。

## 人物・エピソード

### 旧統一教会との関係
ジャーナリストの鈴木エイトが作成した「旧統一教会関連団体と関係があった現職国会議員168人」によれば、旧統一教会関連団体との関係について、かつて教団関連行事に4回祝電を打っていたとされる。

### その他
- 日本で開催された「ブライトリング・ジェットチーム」のアクロバット飛行イベントに顔をみせるなど、現在もプライベート面で多彩な活動を行っている。
- 小学校に入学する頃、鈴鹿でF1日本GPを観戦してレーサーに憧れるようになった。11歳の頃、「F1ドライバーの半分以上は12歳までにカートを始めている」という記事を読み、両親に土下座してレースを認めてもらった[36]。
- 高校時代にレコードを集めだしてからターンテーブルを手に入れ、プロレーサーになってからもDJを趣味としている[37]。腕前はプロ並みで、ミュージシャン達とクラブイベントに参加しているほか、F1の音楽イベント「F1ロックス」にも出演している。
- 2008年6月には、セレブタレントとして知られるマリエと路上でキスしている写真が写真週刊誌『フライデー』に掲載され話題となった[38]。元々マリエの父親が大手石油会社「トタル」の国内代理店を経営しており、福田良など多くのドライバーの育成にも関わっていたところから知り合ったと言われている。
- F1参戦中はスペインに住んでおり、スペイン語を第2言語として使っている山本はHRT代表であるコリン・コレスとスペイン語で会話をしていた。また、英語に堪能との評価もある。
- 2011年シーズンの開幕直前に起こった東日本大震災に際し、F1グランプリのオーストラリアGP冒頭で、日本へ向けたメッセージとしてセバスチャン・ベッテルを筆頭に出場ドライバー24人の日本語によるメッセージビデオが放送された。このビデオの企画やメッセージ文の構成は山本によるものであり[39]、F1公式サイトを通じて全世界にも配信された[40]。
- 2016年3月には、地元・豊橋市の豊橋総合動植物公園内に新設されたレーシングカートコース（のんほいサーキット）の監修を手がけた[41]。

## 所属団体・議員連盟
- モータースポーツ振興議連（事務局長）

## レース戦績

### 全日本フォーミュラ3選手権/全日本スーパーフォーミュラ・ライツ選手権
| 年     | チーム            | シャーシ      | エンジン      | クラス | 1        | 2      | 3       | 4       | 5       | 6        | 7        | 8      | 9      | 10     | 11    | 12      | 13     | 14     | 15      | 16     | 17     | 18     | 19     | 順位 | ポイント |
| ------ | ----------------- | ------------- | ------------- | ------ | -------- | ------ | ------- | ------- | ------- | -------- | -------- | ------ | ------ | ------ | ----- | ------- | ------ | ------ | ------- | ------ | ------ | ------ | ------ | ---- | -------- |
| 2001年 | TOM'S             | ダラーラ F301 | トヨタ・3S-GE |        | SUZ1 DNS | SUZ2 9 | TSU1 12 | TSU2 10 | FSW1 10 | FSW2 Ret | MIN1 Ret | MIN1 9 | TRM1 5 | TRM2 4 | SUZ 3 | SUG1 NC | SUG2 3 | SEN1 3 | SEN2 4  | TAI1 2 | TAI2 2 | TRM1 5 | TRM2 4 | 4位  | 117      |
| 2020年 | B-MAX RACING TEAM | ダラーラ 320  | VW・A41       |        | TRM1     | TRM2   | TRM3    | OKA1    | OKA2    | SUG1     | SUG2     | SUG3   | AUT1   | AUT2   | AUT3  | SUZ1    | SUZ2   | SUZ3   | FSW1 12 | FSW2 8 | FSW3 6 |        |        | NC   | 0        |

- 太字はポールポジション、斜字はファステストラップ。(key)

### フォーミュラ・ニッポン
| 年     | チーム       | 1      | 2       | 3       | 4       | 5     | 6     | 7       | 8     | 9      | 順位 | ポイント |
| ------ | ------------ | ------ | ------- | ------- | ------- | ----- | ----- | ------- | ----- | ------ | ---- | -------- |
| 2005年 | KONDO RACING | TRM 14 | SUZ Ret | SUG Ret | FSW Ret | SUZ 4 | MIN 8 | FSW Ret | TRM 2 | SUZ 11 | 10位 | 9        |
| 2006年 | KONDO RACING | FSW 6  | SUZ 4   | TRM 14  | SUZ     | AUT   | FSW   | SUG     | TRM   | SUZ    | 11位 | 3.5      |

### GP2
| 年     | チーム              | 1          | 2         | 3          | 4          | 5           | 6          | 7          | 8          | 9           | 10         | 11         | 12         | 13         | 14        | 15          | 16          | 17         | 18          | 19          | 20          | 21      | 総合順位 | ポイント |
| ------ | ------------------- | ---------- | --------- | ---------- | ---------- | ----------- | ---------- | ---------- | ---------- | ----------- | ---------- | ---------- | ---------- | ---------- | --------- | ----------- | ----------- | ---------- | ----------- | ----------- | ----------- | ------- | -------- | -------- |
| 2007年 | BCNコンペティション | BHR FEA 11 | BHR SPR 9 | ESP FEA 14 | ESP SPR 18 | MON FEA Ret | FRA FEA 11 | FRA SPR 13 | GBR FEA 16 | GBR SPR Ret | EUR FEA 13 | EUR SPR 11 | HUN FEA    | HUN SPR    | TUR FEA   | TUR SPR     | ITA FEA     | ITA SPR    | BEL FEA     | BEL SPR     | VAL FEA     | VAL SPR | 30位     | 0        |
| 2008年 | ARTグランプリ       | ESP FEA    | ESP SPR   | TUR FEA    | TUR SPR    | MON FEA     | MON SPR    | FRA FEA    | FRA SPR    | GBR FEA     | GBR SPR    | GER FEA 12 | GER SPR NC | HUN FEA 10 | HUN SPR 4 | EUR FEA Ret | EUR SPR Ret | BEL FEA 18 | BEL SPR Ret | ITA FEA Ret | ITA SPR Ret |         | 23位     | 3        |

### F1
| 年                | 所属チーム           | カーナンバー | 獲得ポイント | ランキング | 決勝最高位・回数 | 表彰台回数 | *予選最高位・回数 |
| ----------------- | -------------------- | ------------ | ------------ | ---------- | ---------------- | ---------- | ----------------- |
| 2006年 第12～18戦 | スーパーアグリF1     | 23           | 0            | 19位       | 16位・2回        | 0回        | 19位・1回         |
| 2007年 第11～17戦 | スパイカーF1         | 21           | 0            | 24位       | 12位・1回        | 0回        | 22位・7回         |
| 2010年 第10～17戦 | ヒスパニアレーシング | 20/21        | 0            | 26位       | 15位・1回        | 0回        | 21位・1回         |

*予選順位はペナルティなどを反映した決勝グリッド
| 年     | チーム         | マシン | 1   | 2   | 3   | 4   | 5   | 6   | 7   | 8      | 9      | 10     | 11      | 12      | 13      | 14      | 15      | 16     | 17      | 18     | 19  | WDC  | ポイント |
| ------ | -------------- | ------ | --- | --- | --- | --- | --- | --- | --- | ------ | ------ | ------ | ------- | ------- | ------- | ------- | ------- | ------ | ------- | ------ | --- | ---- | -------- |
| 2005年 | ジョーダン     | EJ15B  | AUS | MAL | BHR | SMR | ESP | MON | EUR | CAN    | USA    | FRA    | GBR     | GER     | HUN     | TUR     | ITA     | BEL    | BRA     | JPN TD | CHN | -    | -        |
| 2006年 | スーパーアグリ | SA05   | BHR | MAL | AUS | SMR | EUR | ESP | MON | GBR TD | CAN TD | USA TD | FRA TD  |         |         |         |         |        |         |        |     | 26位 | 0        |
| 2006年 | スーパーアグリ | SA06   |     |     |     |     |     |     |     |        |        |        |         | GER Ret | HUN Ret | TUR Ret | ITA Ret | CHN 16 | JPN 17  | BRA 16 |     | 26位 | 0        |
| 2007年 | スパイカー     | F8-VII | AUS | MAL | BHR | ESP | MON | CAN | USA | FRA    | GBR    | EUR    | HUN Ret | TUR 20  | ITA 20  | BEL 17  | JPN 12  | CHN 17 | BRA Ret |        |     | 24位 | 0        |
| 2010年 | HRT            | F110   | BHR | AUS | MAL | CHN | ESP | MON | TUR | CAN    | EUR    | GBR 20 | GER Ret | HUN 19  | BEL 20  | ITA 19  | SIN     | JPN 16 | KOR 15  | BRA    | ABU | 26位 | 0        |

- 太字 はポールポジション、斜字 はファステストラップ（key）

### フォーミュラE
| 年          | チーム                                | 1   | 2   | 3   | 4   | 5   | 6   | 7   | 8   | 9   | 10       | 11       | 順位 | ポイント |
| ----------- | ------------------------------------- | --- | --- | --- | --- | --- | --- | --- | --- | --- | -------- | -------- | ---- | -------- |
| 2014年-15年 | アムリン・アグリ・フォーミュラEチーム | CHN | MAL | URU | ARG | MIA | LBH | MON | GER | MSC | GBR1 Ret | GBR2 Ret | 35位 | 0        |

### SUPER GT
| 年     | チーム            | 使用車両            | クラス | 1      | 2     | 3      | 4     | 5     | 6     | 7       | 8     | 9   | 順位 | ポイント |
| ------ | ----------------- | ------------------- | ------ | ------ | ----- | ------ | ----- | ----- | ----- | ------- | ----- | --- | ---- | -------- |
| 2005年 | TOYOTA TEAM TOM'S | トヨタ・スープラ    | GT500  | OKA 6  | FSW 6 | SEP 13 | SUG 1 | TRM 8 | FSW 7 | AUT Ret | SUZ 7 |     | 7位  | 43       |
| 2006年 | NISMO             | 日産・フェアレディZ | GT500  | SUZ 12 | OKA 3 | FSW 9  | SEP   | SUG   | SUZ   | TRM     | AUT   | FSW | 21位 | 15       |

## 選挙
| 当落 | 選挙                     | 執行日         | 選挙区           | 政党       | 得票数    | 得票率 | 定数 | 得票順位 /候補者数 | 政党内比例順位 /政党当選者数 |
| ---- | ------------------------ | -------------- | ---------------- | ---------- | --------- | ------ | ---- | ------------------ | ---------------------------- |
| 落   | 第25回参議院議員通常選挙 | 2019年07月21日 | 参議院比例区     | 自由民主党 | 7万8236票 | 1.29%  | 50   | 27/33              | 27/19                        |
| 当   | 第49回衆議院議員総選挙   | 2021年10月31日 | 比例東海ブロック | 自由民主党 | ーー票    | ーー   | 21   | /                  | 9/9                          |
| 落   | 第50回衆議院議員総選挙   | 2024年10月27日 | 比例東海ブロック | 自由民主党 | ーー票    | ーー   | 21   | /                  | 16/7                         |